# Sausheim
Sausheim là một xã ở tỉnh Haut-Rhin trong vùng Grand Est ở đông bắc Pháp. Xã này có diện tích 16,91 km², dân số năm 1999 là 5383 người. Khu vực này có độ cao 230 mét trên mực nước biển.